# Сухоріченська сільська рада (Біжбуляцький район)
Сухорі́ченська сільська рада (рос. Сухореченский сельский совет) — муніципальне утворення у складі Біжбуляцького району Башкортостану, Росія. Адміністративний центр — село Сухорічка.

## Населення
Населення — 1111 осіб (2019, 1422 в 2010, 1657 в 2002).

## Склад
До складу поселення входять такі населені пункти:
| Населений пункт            | Населення, осіб (2002) | Населення, осіб (2010) |
| -------------------------- | ---------------------- | ---------------------- |
| Ісякаєво, село             | 157                    | 129                    |
| Мілісоновка, присілок      | 0                      | 2                      |
| Мурадимово, присілок       | 257                    | 198                    |
| Новий Біктяш, село         | 363                    | 315                    |
| Павловка, присілок         | 7                      | 0                      |
| Роз'їзд Шомиртли, присілок | 10                     | 3                      |
| Сухорічка, село            | 855                    | 775                    |
| Чегодаєво, присілок        | 8                      | 0                      |